# Myospalax
Myospalax ist eine Gattung vergleichsweise großer Nagetiere innerhalb der Blindmulle (Myospalacinae). Sie besteht aus drei Arten, die in weiten Teilen Ostasiens vorkommen.

## Merkmale
Die Arten der Gattung Myospalax werden im Vergleich zu anderen Nagetieren relativ groß und erreichen Körperlängen bis über 27 Zentimeter bei einem maximalen Gewicht von mehr als 500 Gramm. Der Schwanz ist mit wenigen Zentimetern Länge sehr kurz. Das Rückenfell ist dunkel rostbraun bis graubraun. Die Bauchseite ist in der Regel etwas heller gefärbt.
Der Schädel hat eine Gesamtlänge von 40 bis 50 Millimetern und ist flach und breit gebaut. Die Hinterkopfform unterscheidet sich mit der engen, flachen und kurzen Hinterkopffläche von dem der Gattung Eospalax.

## Verbreitung
Die Arten der Gattung Myospalax kommen in großen Teilen Ost- und Nordostasiens vor. Ihre Verbreitungsgebiete reichen vom östlichen Kasachstan und dem südlichen Sibirien bis in die Mongolei und die Volksrepublik China.

## Lebensweise
Myospalax-Arten leben in Steppenwiesen, Bergwiesen, Waldgebieten und Gebüschen sowie in landwirtschaftlich genutzten Flächen und Ruderalgebieten. Die Tiere ernähren sich herbivor vor allem von Gräsern, Wurzeln, Knollen und unterirdischen Teilen der Pflanzenstängel. Sie leben unterirdisch im Boden und legen großflächige und komplexe Baue mit Vorratskammern an.
Die Fortpflanzungsphase beginnt im frühen Frühjahr und die Weibchen gebären einen bis drei Würfe mit jeweils zwei bis sieben Jungtieren pro Jahr.

## Systematik
Myospalax wird als eigenständige Gattung innerhalb der Blindmulle (Myospalacinae) eingeordnet. Die Erstbeschreibung erfolgte durch den in Russland lebenden Naturforscher Erich G. Laxmann im Jahr 1769. Sie besteht aus drei Arten:
- dem Daurischen Blindmull, Myospalax aspalax, (Pallas 1776) in der Mongolei, China und im südlichen Sibirien
- dem Sibirischen Blindmull, Myospalax myospalax, (Laxmann 1773) im östlichen Kasachstan, dem südlichen Sibirien, der östlichen Mongolei und der Mandschurei
- der Transbaikal-Blindmull, Myospalax psilurus (Milne Edwards 1874) im südöstlichen Sibirien, der östlichen Mongolei und der Mandschurei

Teilweise wurden alle Arten der Gattung Eospalax in die Gattung Myopalax eingeordnet, jedoch in der Regel als nahe verwandte Arten betrachtet oder einer gemeinsamen Untergattung zugeordnet.

## Status, Bedrohung und Schutz
Alle Arten der Gattung Myospalax werden von der International Union for Conservation of Nature and Natural Resources (IUCN) als nicht gefährdet (least concern) gelistet. Begründet wird dies durch das jeweils große Verbreitungsgebiet und das häufige Vorkommen der einzelnen Arten. Potenzielle bestandsgefährdende Risiken sind für keine der Arten vorhanden.

## Belege
1. 1 2 3 4 5 6 7  Andrew T. Smith: Genus Myospalax In: Andrew T. Smith, Yan Xie: A Guide to the Mammals of China. Princeton University Press, Princeton NJ 2008, ISBN 978-0-691-09984-2, S. 211 ff.
2. 1 2 3  Myospalax aspalax in der Roten Liste gefährdeter Arten der IUCN 2017.3. Eingestellt von: F. Cassola, 2008. Abgerufen am 29. Dezember 2017.,
 Myospalax myospalax in der Roten Liste gefährdeter Arten der IUCN 2017.3. Eingestellt von: F. Cassola, 2008. Abgerufen am 21. Dezember 2017.,
 Myospalax psilurus in der Roten Liste gefährdeter Arten der IUCN 2017.3. Eingestellt von: F. Cassola, 2008. Abgerufen am 21. Dezember 2017.
3. 1 2  Myospalax. In: Don E. Wilson, DeeAnn M. Reeder (Hrsg.): Mammal Species of the World. A taxonomic and geographic Reference. 2 Bände. 3. Auflage. Johns Hopkins University Press, Baltimore MD 2005, ISBN 0-8018-8221-4.